# رواد الأعمال (برنامج)

## رواد الأعمال
برنامج تليفزيوني أسبوعى يبث على قناة الجزيرة الإخبارية كل ثلاثاء في الخامسة والنصف عصراً بتوقيت مكة المكرمة وقد بدأ بث البرنامج ضمن الدورة البرامجية الجديدة التي بدأت في نوفمبر 2016 مواكبة لمرور 20 عامًا على انطلاقة قناة الجزيرة.

## فكرة البرنامج
يوثق البرنامج قصص نجاح أشهر المشروعات الريادية الناجحة التي انطلقت وبدأت رحلتها في العالم العربي، أو تلك التي أسسها رواد أعمال عرب في أوروبا والولايات المتحدة الأمريكية.
البرنامج يتيح الفرصة للمهتمين بعالم التجارة والأعمال والشركات النائشة ليتعرفوا عن قرب على هذه الأفكار العربية غير التقليدية التي استطاع أصحابها أن يرسموا قصص نجاحهم ويواجهوا التحديات فشقوا لأنفسهم طريقاً بين الكبار.

## شعار البرنامج
قصص عربية ملهمة

## الحلقات[5]
| م  | الحلقة                         | البلد    | الموضوع                                                             | أهم الشخصيات                           | تاريخ البث     | رابط الحلقة على يوتيوب                               | الحلقة على الجزيرة                        |
| -- | ------------------------------ | -------- | ------------------------------------------------------------------- | -------------------------------------- | -------------- | ---------------------------------------------------- | ----------------------------------------- |
| 1  | طلبات دوت كوم                  | الكويت   | تطبيق لطلب الطعام                                                   | محمد جعفر                              | 8 نوفمبر 2016  | طلبات دوت كوم - قوة اقتناص الفرص                     | Talabat                                   |
| 2  | ناس ترندس                      | مصر      | إنتاج ملابس شبابية                                                  | أحمد رضا                               | 15 نوفمبر 2016 | ناس ترندس - الزبون شريك النجاح                       | Nas Trends                                |
| 3  | طقس العرب                      | الأردن   | تطبيق للتعرف على أحوال الطقس                                        | محمد الشاكر                            | 22 نوفمبر 2016 | طقس العرب - التنبؤ يصنع المستقبل                     | Arabia Weather                            |
| 4  | فاى تكنولوجى                   | قطر      | خدمات الإنترنت مجانية مقابل الإعلانات التجارية                      | ماجد لبابيدى وسعد القحطاني             | 29 نوفمبر 2016 | فاى تكنولوجى - الإنترنت مقابل الإعلانات              | Fi Technologies                           |
| 5  | أريكة                          | مصر      | مشروع ريادي في مجال ابتكار أشكال الأثاث الحديث                      | حسن وشهير أرسلان                       | 06 ديسمبر 2016 | أريكة - شركة أثاث مصرية رائدة                        | Ariika                                    |
| 6  | المجموعة المتكاملة للتكنولوجيا | الأردن   | حلول تعليمية وتكنولوجية                                             | وليد تحبسم                             | 20 ديسمبر 2016 | آي تي جي - حلم بدأ على طاولة عشاء                    | ITG                                       |
| 7  | جيم كوكس                       | لبنان    | تصميم وتطوير ألعاب الفيديو                                          | أرز ولبنان نادر                        | 27 ديسمبر 2016 | طبخ الألعاب - عزف عربي متفرد                         | Game Cooks                                |
| 8  | ميدل ايست فينتشر بارتنرز       | لبنان    | صندوق رأس مال مخاطر                                                 | وليد حنا - وليد منصور                  | 3 يناير 2017   | صندوق لبناني لمشروعات التكنولوجيا                    | MEVP                                      |
| 9  | ذو مال                         | لبنان    | منصة لتمويل الجماعي                                                 | عبد الله عبسي                          | 10 يناير 2017  | ذو مال - الكل يمول نجاحه                             | ZooMaal                                   |
| 10 | خرابيش                         | الأردن   | منصة إنتاج فيديوهات إبداعية                                         | وائل عتيلي                             | 17 يناير 2017  | خرابيش - ترفيه رقمي مبدع                             | Kharabeesh                                |
| 11 | موضوع دوت كوم                  | الأردن   | موقع عربي شامل                                                      | محمد جبر ورامي القواسمي                | 24 يناير 2017  | موضوع - أكبر محتوى تشاركي باللغة العربية             | Mawdoo3                                   |
| 12 | حاضنة يوكاس                    | فلسطين   | حاضنة أعمال تكنولوجية                                               | رفعت رستم                              | 31 يناير 2017  | حاضنة يوكاس - مستقبل غزة الريادي                     | UCAS                                      |
| 13 | بوينت                          | أمريكا   | خدمات الدفع الإلكتروني                                              | أسامة بدير                             | 07 فبراير 2017 | بوينت - مستقبل الدفع الإلكتروني                      | POYNT                                     |
| 14 | رايز أب                        | مصر      | منصة لمجتمع رواد الأعمال في الشرق الأوسط                            | عبد الحميد شرارة                       | 21 فبراير 2017 | رايز أب - عالم من التواصل لرواد الأعمال              | RiseUp                                    |
| 15 | سلوز                           | أمريكا   | منصة إلكترونية لخدمات التسويق                                       | محمد علي                               | 28 فبراير 2017 | سلوز - مستقبل التسويق الذكي                          | Seeloz                                    |
| 16 | باكسيراميد                     | أمريكا   | برمجة الأجهزة الطبية                                                | محمد الشورة                            | 07 مارس 2017   | باكسيراميد - تقنيات مبتكرة في القطاع الصحي           | Paxeramed                                 |
| 17 | كلاوديرا                       | أمريكا   | حماية البيانات والمعلومات                                           | عمرو عوض الله                          | 21 مارس 2017   | كلاوديرا - الثورة المعلوماتية                        | Cloudera                                  |
| 18 | إنستاباغ                       | مصر      | تطبيق يساعد مستخدمي الهواتف على إبلاغ المطورين بالأعطال             | عمر جبر ومعتز سليمان                   | 28 مارس 2017   | إنستاباغ - إبداع لخدمة عالم التطبيقات                | Instabug                                  |
| 19 | لومار                          | السعودية | شركة ريادية في مجال صناعة الأزياء                                   | لؤي نسيم ومنى حداد                     | 04 ابريل 2017  | لومار - إعادة تعريف الثوب العربي                     | Lomar                                     |
| 20 | يوتيرن                         | السعودية | شركة ريادية تنتج محتوى ابداعي عربي على الإنترنت                     | قسورة الخطيب - سراقة الخطيب            | 18 ابريل 2017  | يوتيرن - صناعة الإبداع الرقمي                        | UTURN                                     |
| 21 | رواق                           | السعودية | منصة عربية للتعليم الإلكترونى                                       | فؤاد الفرحان - سامى الحصين             | 25 إبريل 2017  | رواق.. منصة رائدة للتعليم الإلكتروني                 | رواق                                      |
| 22 | فتشر                           | الإمارات | شركة متخصصة في شحن الطرود دون الحاجة لعنوان                         | جوي عجلونيإدريس الرفاعي                | 16 مايو 2017   | فتشر - الطرود الذكية                                 | Fetchr                                    |
| 23 | سيرفس ماركت                    | الإمارات | حلول مبتكرة في مجال خدمات الصيانة والنظافة                          | بانة الشومليويم تورفس                  | 23 ابريل 2017  | سيرفس ماركت - خدمات منزلية ذكية                      | ServiceMarket                             |
| 24 | نمشي                           | الإمارات | متجر إلكتروني يوفير الأزياء والملابس والإكسسورات                    | حسام عرب وهشام زرقا وفراس خالد         | 4 يوليو 2017   | نمشي - سوق أزياء مبتكر                               | Namshi                                    |
| 25 | جريك كامبس                     | مصر      | مساحة عمل مشترك لرواد الأعمال في مصر                                | أحمد الألفي                            | 18 يوليو 2017  | جريك كامبس - ملتقى رواد الأعمال                      | The GrEEK Campus                          |
| 26 | كاريدج                         | الكويت   | منصة إلكترونية وتطبيق لتوصيل الطعام                                 | عبد الله المطوع                        | 1 أغسطس 2017   | كاريدج - انطلاقة جديدة في خدمات التوصيل              | Carriage                                  |
| 27 | رحلات                          | الكويت   | منصة إلكترونية وتطبيق لحجز تذاكر الطيران والفنادق                   | بدر البدر                              | 15 أغسطس 2017  | رحلات - المغامرة مفتاح النجاح                        | Rehlat                                    |
| 28 | كيوبيك                         | قطر      | حاضنة شاملة لقطاع ريادة الأعمال في قطر                              | عبد العزيز آل خليفة                    | 5 سبتمبر 2017  | كيوبيك - مركز رائد لاحتضان الأعمال بقطر              | QBIC                                      |
| 29 | طماطم                          | الأردن   | شركة عربية لتصميم وتطوير ألعاب الفيديو                              | حسام حمو                               | 12 أكتوبر 2017 | طماطم - ناشر الألعاب العربية                         | Tamatem                                   |
| 30 | ScreenDy                       | المغرب   | شركة مغربية رائدة في مجال برمجيات الهواتف الذكية                    | مهدي العلوي                            | 25 أكتوبر 2017 | "سكرين دي" حلول مميزة في عالم البرمجة                | ScreenDy                                  |
| 31 | سوق.كوم                        | الإمارات | أكبر موقع للتجارة الإلكترونية في العالم العربي                      | رونالدو مشحورسميح طوقان                | 7 نوفمبر 2017  | سوق - أمازون الشرق الأوسط                            | Souq.com                                  |
| 32 | واحة قطر للعلوم والتكنولوجيا   | قطر      | واحة المشاريع الريادية التكنولوجية في قطر                           | ماهر حكيم                              | 14 نوفمبر 2017 | واحة قطر للعلوم والتكنولوجيا.. حلم صناعة التكنولوجيا | Qatar Science and Technology Park         |
| 33 | Berytech                       | لبنان    | حاضنة ومسرعة أعمال للمشاريع التكنولوجية في لبنان                    | مارون شماس                             | 12 ديسمبر 2017 | بيريتيك.. التجربة طريق النجاح                        | Berytech                                  |
| 34 | Flat6Labs                      | مصر      | برنامج إقليمي لمسرعات الأعمال                                       | أحمد الألفي وهاني السنباطي             | 26 ديسمبر 2017 | فلات 6 لابز.. رواد تسريع الأعمال                     | Flat6Labs                                 |
| 35 | موبينتس                        | لبنان    | دعم الأنظمة التشغيلية لمشغلي شبكات الهواتف المحمولة                 | لبيب شلق                               | 2 يناير 2018   | موبينتس.. مستقبل تكنولوجيا الاتصالات                 | Mobinets                                  |
| 36 | ميكس دايمنشن                   | الأردن   | شركة متخصصة في مجال الحلول السحابية فيما يخص الطباعة ثلاثية الأبعاد | مهند التصلق - بهاء أبو نجيم            | 22 نوفمبر 2016 | "ميكس دايمنشن".. مستقبل الطباعة المجسِّمة              | Mixed Dimensions                          |
| 37 | أويسس 500                      | الأردن   | حاضنة ومسرعة أعمال وصندوق استثمار                                   | صندوق الملك عبد الله للتنمية           | 6 فبراير 2018  | أويسس 500                                            | Oasis500                                  |
| 38 | دابادوك                        | المغرب   | حاضنة ومسرعة أعمال وصندوق استثمار                                   | زينب القيطوني                          | 13 فبراير 2018 | DabaDoc                                              | دابادوك: قصة موعد مع الطبيب               |
| 39 | EAT                            | البحرين  | منصة لحجز وإدارة المطاعم                                            | نزار كاظم                              | 20 فبراير 2018 | إيت                                                  | EAT التجربة طريق النجاح                   |
| 40 | ياقوطة                         | مصر      | محرك بحث مُخصص للتسوق الإلكتروني                                     | شريف الرقباوي، محمد عويس               | 20 مارس 2018   | Yaoota                                               | ياقوطة دليل الشراءالذكي                   |
| 41 | Urban Point                    | قطر      | تطبيق يقدم للمستخدمين عروضا وخصومات                                 | سيف قاضي، سوزانا إنجلس                 | 27 مارس 2018   | Urban Point                                          | إربان بوينت.. مستقبل الترويج الرقمي       |
| 42 | موكا هانترز                    | اليمن    | شركة ناشئة لإنتاج وتسويق البن اليمني عالمياً                         | حسين أحمد                              | 3 إبريل 2018   | Mocha Hunters                                        | موكا هانترز.. صائدو القهوة                |
| 43 | ابتكار                         | فلسطين   | صندوق استثماري للمشاريع الفلسطينية الناشئة                          | أمبر أملة وحبيب حزان                   | 1 مايو 2018    | Ibtikar                                              | صندوق ابتكار.. جيل جديد من رواد الأعمال   |
| 44 | سكربتر                         | لبنان    | منصة سحابية لحلول إنترنت الأشياء                                    | ربيع نصار                              | 8 مايو 2018    | Scriptr                                              | سكربتر.. مستقبل إنترنت الأشياء            |
| 45 | إينيرجي 24                     | لبنان    | شركة طاقة متجددة متخصصة في الطاقة الشمسية                           | إنطوان سعد                             | 19 يونيو 2018  | E24                                                  | إينيرجي 24.. حلول الطاقة البديلة          |
| 46 | بين باي                        | لبنان    | تطبيق للدفع الإلكتروني                                              | عمر بدر                                | 26 يونيو 2018  | Pin-Pay                                              | بين باي.. حلول الدفع الذكية               |
| 47 | السوق المفتوح                  | الأردن   | موقع عربي للإعلانات المبوبة                                         | عدّي السلامين                           | 3 يوليو 2018   | OpenSouq                                             | السوق المفتوح.. ذكاء في البيع والشراء     |
| 48 | IRIS                           | تونس     | شركة خدمات تكنولوجية في تربية النحل                                 | خالد بوشوشة                            | 17 يوليو 2018  | IRIS                                                 | آيريس..تكنولوجيا تربية النحل              |
| 49 | انطلاق                         | تونس     | حاضنة أعمال تونسية                                                  | بسام بوقرة                             | 14 أغسطس 2018  | انطلاق                                               | "انطلاق".. مستقبل الشركات الناشئة في تونس |
| 50 | شوب جو                         | الأردن   | منصة لتسهيل التجارة الإلكترونية                                     | مهند غشيم                              | 21 أغسطس 2018  | شوب جو                                               | شوب جو.. حلول التجارة الإلكترونية         |
| 51 | ويب طب                         | فلسطين   | منصة عربية للمعلومات الطبية والصحية.                                | محمود كيال                             | 4 سبتمبر 2018  | ويب طب                                               | "ويب طب".. طبيبك معك أينما كنت            |
| 52 | يا مسافر                       | فلسطين   | منصة عربية للمعلومات الطبية والصحية                                 | فارس زهر وسامح الفار وسري عبد الهادي   | 11 سبتمبر 2018 | يا مسافر                                             | يا مسافر.. نجاح يتعدى الحدود              |
| 53 | Incorta                        | مصر      | شركة لحلول تحليل البيانات الفورية.                                  | أسامة القاضي وهشام سلامي وكلاوس فابيان | 2 أكتوبر 2018  | إنكورتا                                              | إنكورتا.. حلم المنافسة                    |

## وصلات خارجية
- صفحة البرنامج على موقع الجزيرة نت.
- رواد الأعمال  على فيسبوك.